# Alina Stănilă
Alina Ștefania Stănilă (Hunedoara, 27 de diciembre de 1997) es una deportista rumana que compitió en gimnasia artística. Ganó una medalla de oro en el Campeonato Europeo de Gimnasia Artística de 2014, en la prueba por equipos.

## Palmarés internacional
| Campeonato Europeo | Campeonato Europeo | Campeonato Europeo | Campeonato Europeo   |
| Año                | Lugar              | Medalla            | Prueba               |
| ------------------ | ------------------ | ------------------ | -------------------- |
| 2014               | Sofía (Bulgaria)   | Medalla de oro     | Concurso por equipos |